# Audience royale de Panama
L'Audience royale de Panama (en espagnol : Audiencia y Cancillería Real de Panamá en Tierrafirme) est un tribunal de l'Empire espagnol créé par le biais du décret royal du 26 février 1538 par l'empereur Charles Quint et définitivement supprimé en 1752.
Il fut la troisième Audiencia d'Amérique. Son territoire juridictionnel incluait les provinces de Tierra Firme (Castille d'Or et Veragua) et tous les territoires compris entre le Détroit de Magellan jusqu'au Golfe de Fonseca (les provinces du Río de la Plata, du Chili, du Pérou, le gouvernorat de Carthagène des Indes et du Nicaragua), jusqu'à ce qu'en 1542 soit créée l'Audience royale de Lima, instaurée en 1543, qui supplante la juridiction de l'Audience royale de Panamá sur la majeure partie de l'Amérique du Sud.